# آمبانپولا
آمبانپولا (به لاتین: Ambanpola) یک منطقهٔ مسکونی در سری‌لانکا است که در کورونیگالا واقع شده‌است.